# Orde Hermètic de l'Alba Daurada
 L'Orde Hermètic de l'Alba Daurada  (en anglès Hermetic Order of the Golden Dawn) va ser una fraternitat ocultista fundada a Londres el 1888 per William Robert Woodman, William Wynn Westcott i Samuel Liddell MacGregor, tots tres francmaçons. Es tractava d'una societat de caràcter secret que pretenia perpetuar "la Saviesa de la tradició esotèrica occidental". S'hi retroben nocions del saber hermètic, cabalístic, alquímic i teúrgic, així com del gnosticime cristià i de la tradició Rosacreu.

## Història
Veu la llum a Anglaterra a finals del segle xix, gràcies a la tasca de tres grans personalitats: Mathers, Westcot i Wood. És hereva dels rosacreus alemanys (Ordre de la Rosa-Creu d'Or). D'acord amb la tradició, el Doctor William Wynn Wescott va trobar un manuscrit codificat, es tractava d'una doble transposició que no li va portar massa esforç descodificar, que contenia els rituals d'iniciació necessaris i instruccions per posar-se en contacte amb una Lògia Rosacreu Alemanya dirigida per una soror anomenada Ana Sprengel. Això va portar a la creació de l'Orde, com una filial de  Die Goldene Dämmerung , a la qual se li va donar el nom de "Temple Isis-Urania No 3".
No obstant això, l'Orde Hermètic de l'Alba Daurada, Orde externa de l'Orde Rosacreu Alpha i Omega (www.golden-dawn.com) compte que aquest relat és simbòlic i es va utilitzar per vetllar la identitat dels mestres que van transmetre el llinatge a tan important Orde Iniciàtic. Diu que el seu llinatge es pot traçar fins a l'Orde Rosacreu d'Or Alemanya, a través de Kenneth McKenzie, que va ser iniciat a Àustria pel Comte Aponyi.
L'Orde Hermètic de l'Alba Daurada és un orde, que a diferència de la Societat Teosòfica, tan de moda en el moment de la seva aparició, es dedica a preservar i transmetre la Tradició Esotèrica Occidental.
Alguns dels membres més famosos de l'Orde Hermètic de l'Alba Daurada van ser: SL McGregor Mathers, William W. Westcott, Dion Fortune, Arthur Machen, William Butler Yeats, Algernon Blackwood, Florence Farr, Annie Horniman, Bram Stoker (el famós escriptor de  Dràcula ), Austin Osman Spare, Gustav Meyrink i A. E. Waite, encara que el més reconegut és el polèmic esoteristes Aleister Crowley, que va ser expulsat ràpidament de l'Orde per la seva Cap S. L. McGregor Mathers. Crowley va establir les bases del sistema "Magick" que serveix de fonament a la Golden Dawn Thelemita, l'actual és diferent de la de la Golden Dawn Clàssica.
A principis dels 1900, l'Orde original es va començar a fragmentar. Aleister Crowley va començar a publicar molts dels rituals a "L'Equinocci" (The Equinox), una revista que ell mateix editava bianualment, per a més tard abandonar l'Orde i crear la seva pròpia A.: A.: Astrum Argentum el 1905.
El Temple original Isis-Urània desconeix l'autoritat de l'últim dels tres fundadors de l'Orde que estava Actiu i el seu cap suprem, Samuel Liddell McGregor Mathers. Després de canviar el nom a "Stella Matutina", sota la direcció d'A E. Waite, l'Orde va posar més èmfasi en el Misticisme queen la Màgia Cerimonial.
No obstant això, Mathers va continuar amb l'Ordre, i va adoptar el nom d'Orde Rosacreu Alpha et Omega, que serveix com a superestructura per l'Orde Extern, l'Orde Hermètic de l'Alba Daurada, i per al Segon i Tercer Orde.
L'Orde Hermètic de l'Alba Daurada, Orde Extern de l'Orde Rosacreu Alpha i Omega encara existeix i continua transmetent la Iniciació, ensenyament i corrent Clàssica de la Golden Dawn (Alba Daurada) tal com va ser concebuda inicialment. Actualment ofereix instrucció i iniciació als Tres Ordes. [per a més informació visiteu: www.golden-dawn.com]
Més tard seria Dion Fortune qui se separaria d'aquest temple i formés el seu  Temple de la Llum Interna  (Temple of Inner Light).
Va ser com un membre de la  Stella Matutina  que Israel Regardie va publicar entre 1937 i 1940 per primera vegada gairebé en la seva totalitat els rituals i ensenyaments de l'Orde en quatre volums, anomenats simplement en anglès "The Golden Dawn" ( L'Alba Daurada ).
Aquest Llibre ha estat la inspiració i font de rituals per al  renaixement  de l'ocultisme en l'última part del segle xx.
Un altre personatge a recordar és Paul Foster Case que va pertànyer Lògia de Thot-Hermes d'Alpha et Omega. Per controvèrsia amb Moina Mathers aquesta va demanar a Case que dimitís com a membre, com efectivament va fer. Aparentment Case ja havia començat a treballar en la fundació d'una Escola de Misteris pròpia, Builders of the Adytum també coneguda com a BOTA o Constructors del Adytum. El treball de Case ha influït a altres Escoles de Misteris com la Fraternitas Lvx Occult FLO

## Estructura de l'Orde
L'Orde estava compost per tres grups: L'Orde extern al qual tenien accés els nous membres fins a assolir cert volum de coneixements esotèrics i filosòfics, l'Orde intern on només podien ingressar els alumnes més avantatjats i que era desconegut del tot per aquells que pertanyien únicament a l'Orde extern i un suposat Orde superior on només s'hi entrava després d'arribar al grau d'ipsisimus o gran sacerdot compost per éssers humans vius i els que havien transcendit la vida terrenal.
Per a això es dividia l'Orde en una sèrie de graus dels quals s'anaven superant després de passar una sèrie de proves i arribar a una sèrie de coneixements.

## La permanència de l'Orde Hermètic de l'Alba Daurada
L'Orde Hermètic de l'Alba Daurada i l'Orde Exterior de l'Orde Hermètic de l'Alba Daurada tenen múltiples Temples arreu del món que perpetuen la tradició de la Golden Clàssica. L'Alpha i Omega pot reivindicar el seu llinatge tradicional fins SL McGregor Mathers qui va ser una de les tres persones que van despertar l'Orde a Anglaterra el (1888).
També és cert que molts grups o Temples de la Golden Dawn estableixen el seu llinatge a partir d'Israel Regardie. Altres Temples intenten seguir els ensenyaments de la Golden Dawn a partir del material que s'ha publicat sobre l'Orde. Finalment hi ha qui utilitza el nom Golden Dawn sense tenir cap relació amb ella, només per l'impacte que aquest nom produeix en la gent que té algun coneixement esotèric, o per altres raons desconegudes.
Però sempre hi ha hagut iniciats en Temples o en solitari que Treballen amb l'actual Golden Dawn Clàssica o tradicional, encara que durant períodes ho han fet a cobert de la indiscreció del món profà. L'Orde Hermètic de l'Alba Daurada té molt coneixement a transmetre que no va ser publicat per Regardie i Crowley, i permet a l'ésser humà elevar per sobre de les aparents possibilitats, permetent l'ésser humà la Comunicació amb el seu veritable Jo, el seu Geni Superior o el Sant Àngel Guardià.